# Bellis rotundifolia
Bellis rotundifolia là một loài thực vật có hoa trong họ Cúc. Loài này được (Desf.) Boiss. & Reut. mô tả khoa học đầu tiên năm 1852.